# Monasterio de Santa María (Montederramo)
El monasterio de Santa María de Montederramo (en gallego: Mosteiro de Santa María de Montederramo) es un antiguo monasterio e iglesia de culto católico, situado en el municipio de Montederramo (provincia de Orense, España). Este templo perteneció a la Orden de San Benito y posteriormente a la Orden del Císter, siendo fundado en el siglo X. Durante siglos se consideró uno de los monasterios gallegos de mayor poderío económico y social, hasta que se produjo la desamortización de Mendizábal.
Esta edificación está considerada desde el año 1951 como un Bien de Interés Cultural dentro del catálogo de monumentos del patrimonio histórico de España. La fachada de la iglesia, acabada en 1607, es un ejemplo de estilo herreriano en Galicia.

## Galería de imágenes

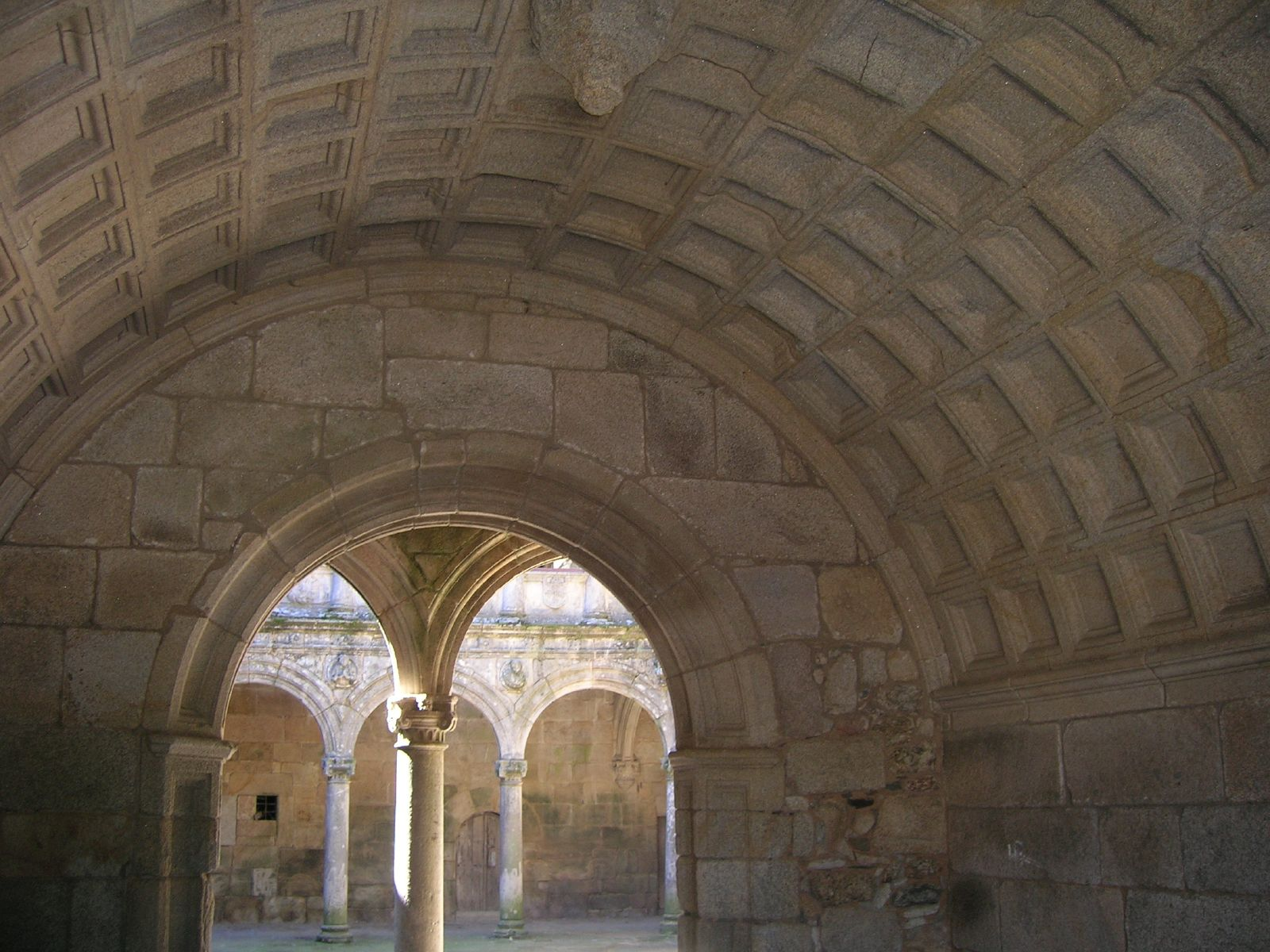
Paso abovedado con casetones entre la entrada del monasterio y el claustro de Hospedería.
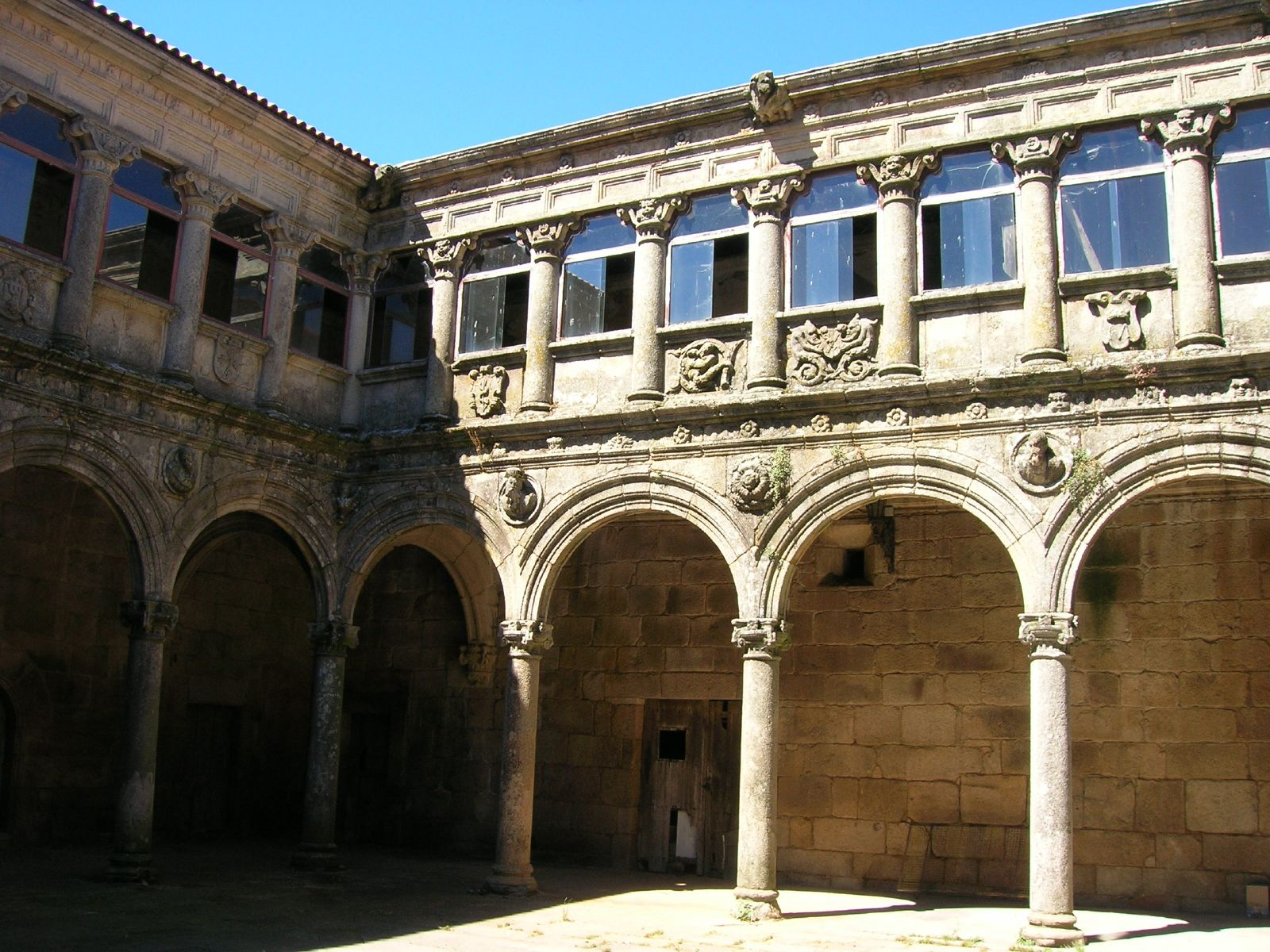
Claustro de Hospedería.
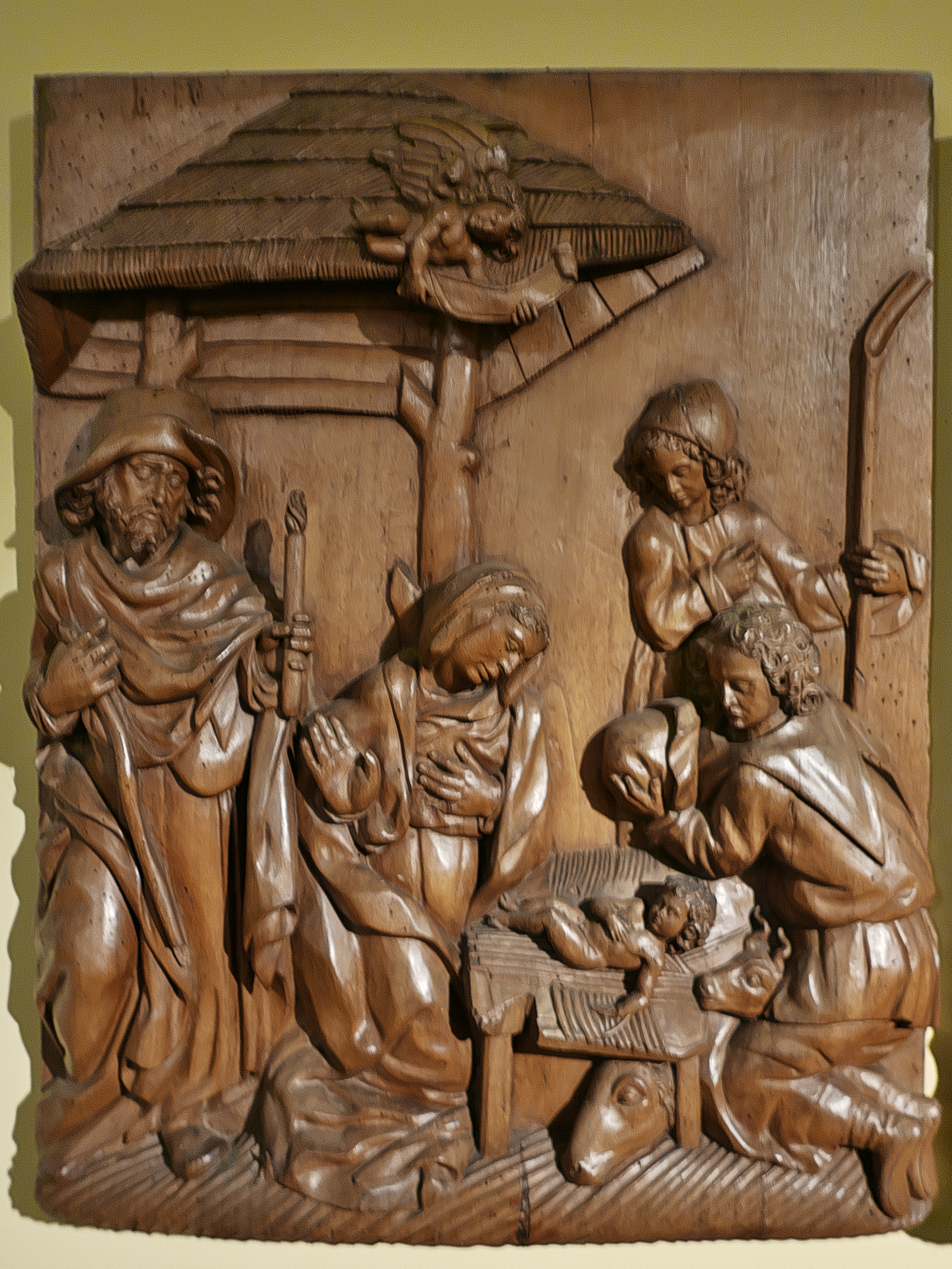
Tabla de la sillería del coro alto.
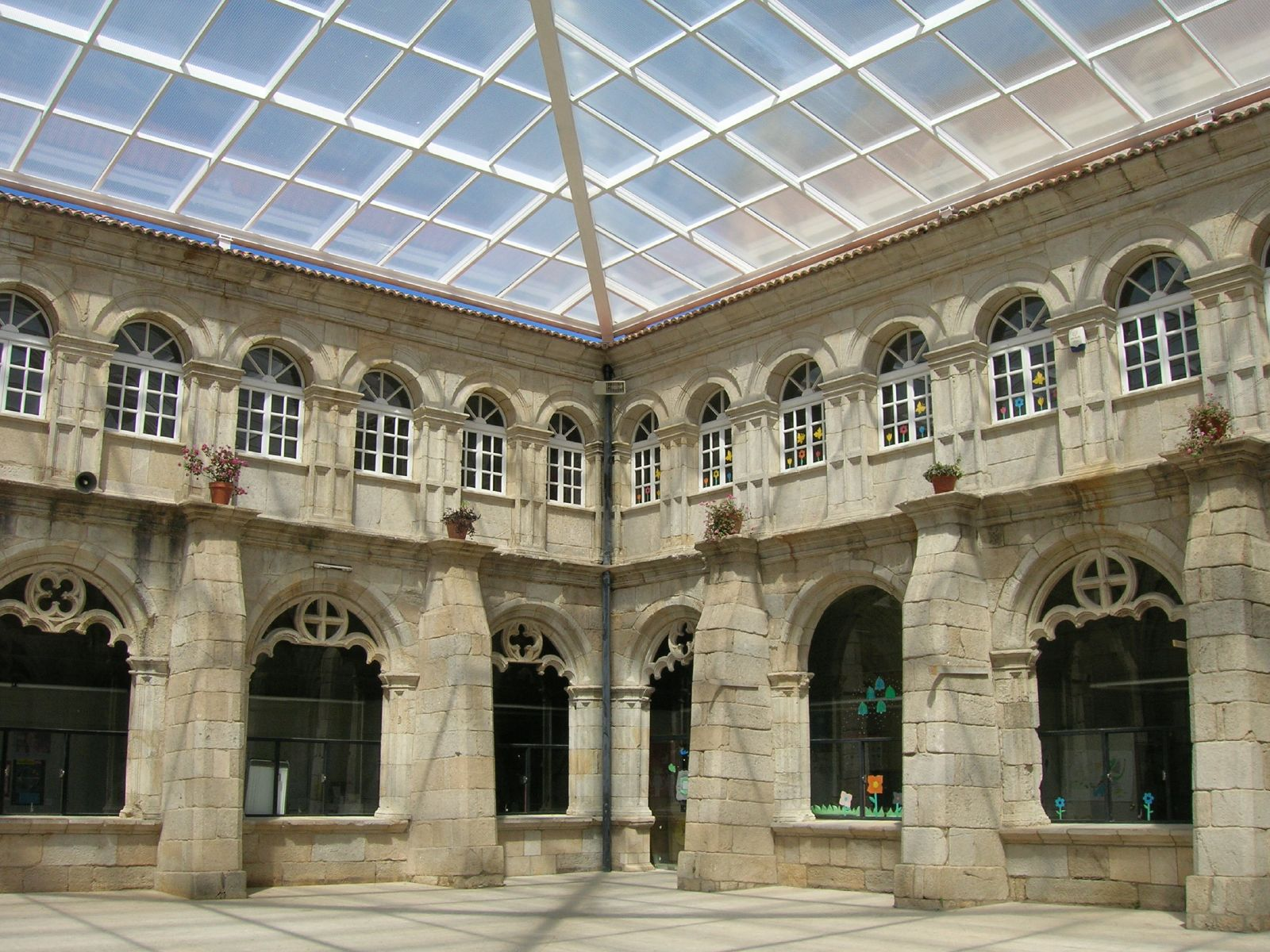
Claustro reglar, adaptado para albergar el colegio.
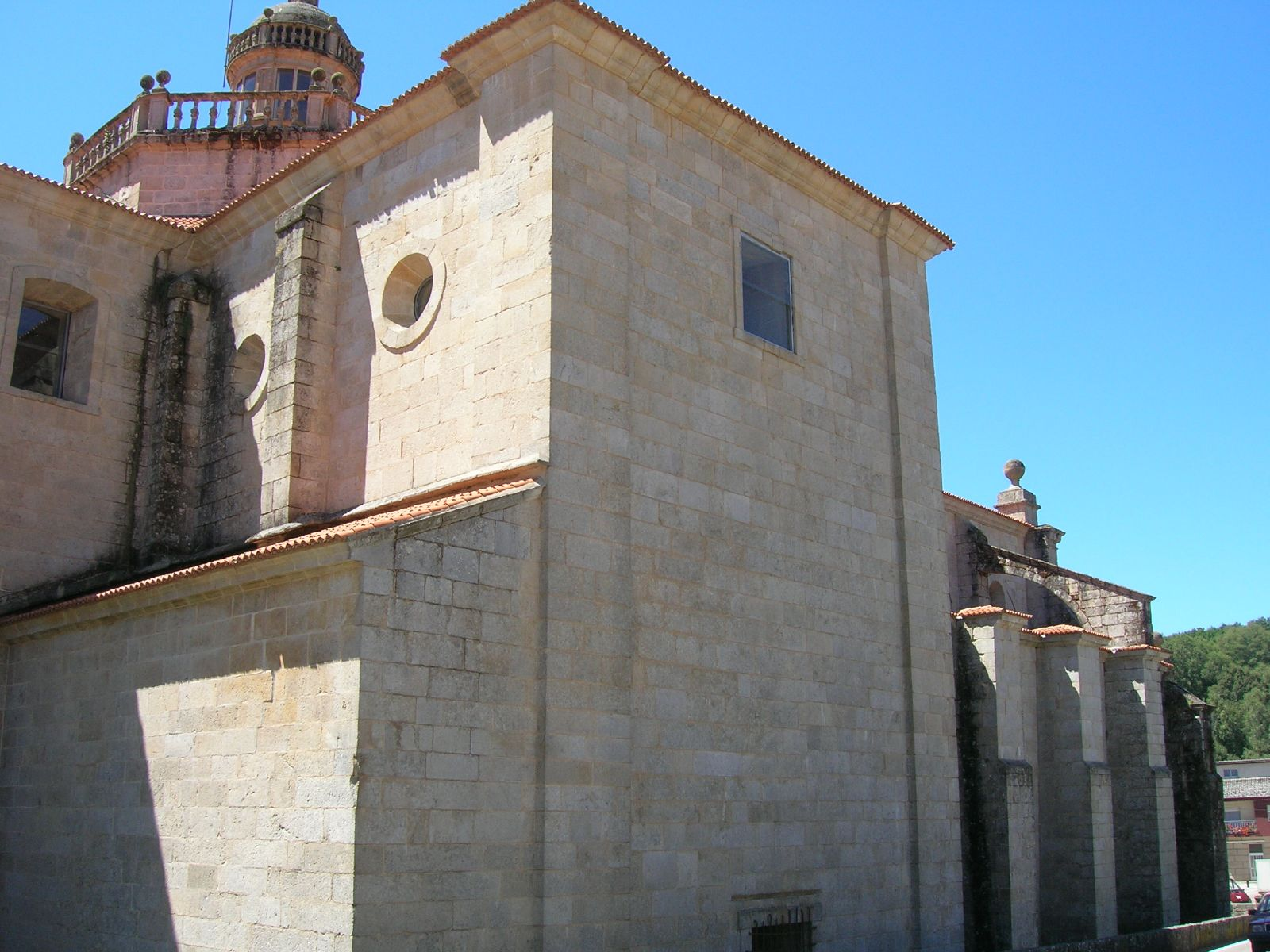
Fachada norte de la iglesia.
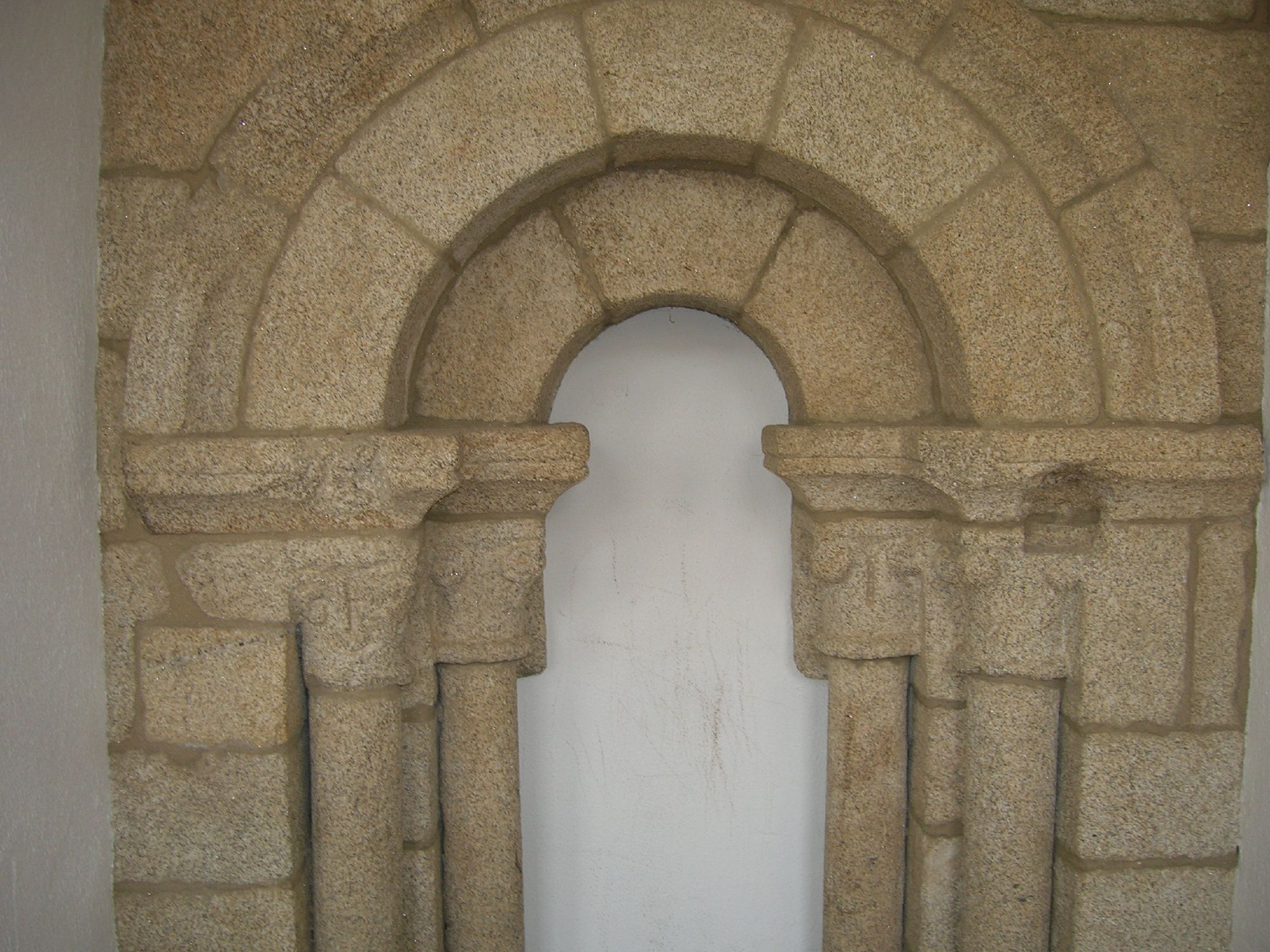
Ventana románica situada en el muro sur de la iglesia.